# Niveau d'un corps
Pour les articles homonymes, voir Niveau et Corps.
En algèbre, le niveau d'un corps (commutatif) F est le nombre minimum de termes dans une décomposition de –1 en somme de carrés si de telles décompositions existent, et l'infini sinon (c'est-à-dire si F est formellement réel). On le note s(F), la lettre s étant l'initiale du mot allemand Stufe. Albrecht Pfister a démontré que lorsque le niveau est fini, c'est une puissance de 2 et que réciproquement, toute puissance de 2 est le niveau d'un corps.

## Puissances de 2
Si s(F) ≠ ∞, il existe, un entier naturel k tel que s(F) = 2k.

## Caractéristique non nulle
Si F est de caractéristique p > 0 alors s(F) ≤ 2.

## Propriétés
Le niveau s(F) d'un corps F est relié à son nombre de Pythagore p(F) par p(F) ≤  s(F) + 1 et même, si F n'est pas formellement réel,, s(F) ≤ p(F) ≤ s(F) + 1.
L'ordre additif de la forme (1) — donc l'exposant du groupe de Witt de F — est égal à, 2s(F).

## Exemples
- Le niveau d'un corps quadratiquement clos est[8] 1.
- Le niveau d'un corps de nombres est ∞, 1, 2 ou 4 (« théorème de Siegel »)[9]. Des exemples sont respectivement[7] ℚ et les corps quadratiques ℚ(√–1), ℚ(√–2) et ℚ(√–7).
- Le niveau du corps fini Fq est[3],[8],[10] 1 si q ≡ 1 mod 4 et 2 si q ≡ 3 mod 4.
- Si F est un corps local dont le corps résiduel k est de caractéristique impaire alors s(F) = s(k). Le niveau du corps ℚ2 des nombres 2-adiques est[9] 4.